# Осипов, Василий Васильевич (певец)
Василий Васильевич Осипов (1879, Москва — 1942) — русский, советский оперный певец (бас), вокальный педагог.

## Биография
В 1898 году поступил в Московское музыкально-драматическое училище, окончив которое продолжил образование у К. И. Кржижановского.
В 1901—1906 гг. — артист Московской частной русской опере (дебютировал в партии Мельника — «Русалка» А. Даргомыжского). В составе труппы гастролировал в Нижнем Новгороде (1904 и 1907), Казани (1907), Одессе (1910), Вятке (1922), Минске (1928).
В 1906—1908 и 1911—1914 гг. — солист московской Оперы С. Зимина.
В 1908—1911 и 1914—1928 гг. — солист московского Большого театра (дебютировал в партии Ивана Сусанина — «Жизнь за царя» М. Глинки).
В 1920-х гг. пел в московской Художественной опере под управлением Г. Комиссаржевского.
Пел п/у М. М. Багриновского, Б. Вальтера (в 1914), Н. С. Голованова, М. М. Ипполитова-Иванова, Н. Кочетова, Э. А. Купера, В. В. Небольсина, А. Никиша (1910), А. М. Пазовского, И. О. Палицына, Е. Е. Плотникова, В. И. Сука. Записывался на грампластинки (всего записал 8 произведений) в Москве (студия «Граммофон», 1907).
Вёл педагогическую деятельность. Среди его учеников — М. Д. Михайлов (в 1924—1930 гг.).
А. М. Пружанский писал о певце:
Обладал хорошо поставленным голосом, ясной дикцией и чистой интонацией». Музыкальный критик Ю. Энгель (Энгель Ю. Д. Глазами современника. Избранные статьи о русской музыке. 1898—1918. — М., 1971. С. 278, 369, 370) отмечал: «г. Осипов артист безусловно симпатичной складки и по голосовым данным, и по характеру исполнения. Полезным, дельным он умеет быть всегда, иногда же способен подниматься и до яркого, сильного.
Похоронен на Ваганьковском кладбище (37 уч.).

## Оперные партии
- 1902 — «Кащей бессмертный» Н. Римского-Корсакова — Буря-богатырь (первый исполнитель)
- 1903 — «Страшная месть» Н. Кочетова — Стецько (первый исполнитель)
- 1907 — «Орлеанская дева» П. Чайковского — Тибо д’Арк
- 1908 — «Евгений Онегин» П. Чайковского — Гремин
- «Дон Жуан» В. А. Моцарта — Лепорелло
- «Фауст» Ш. Гуно — Мефистофель
- 1909 — «Зимняя сказка» К. Гольдмарка — Камилло
- 1909 — «Золотой петушок» Н. Римского-Корсакова — Додон (впервые в Большом театре)
- 1911 — «Долина» Э. д’Альбера — Томмазо ?
- 1912 — «Купец Калашников» А. Рубинштейна — Иван Грозный
- 1913 — «Дни нашей жизни» А. Глуховцева — Мишка
- 1913 — «Млада» Н. Римского-Корсакова, — Мстивый
- 1915 — «Манон» Ж. Массне — Граф де Грие
- 1922 — «Аида» Дж. Верди — Рамфис
- 1925 — «Гугеноты» Дж. Мейербера — Граф де Сен-Бри
- 1927 — «Любовь к трём апельсинам» С. Прокофьева — Кухарка
- «Борис Годунов» М. Мусоргского — Борис Годунов и Пимен
- «Сказка о царе Салтане» Н. Римского-Корсакова — Царь Салтан
- «Царская невеста» Н. Римского-Корсакова — Василий Собакин
- «Руслан и Людмила» М. Глинки — Фарлаф
- «Хованщина» М. Мусоргского — Князь Иван Хованский
- «Князь Игорь» А. Бородина — Владимир Галицкий
- «Демон» А. Рубинштейна — Князь Гудал
- «Кавказский пленник» Ц. Кюи — Казенбек
- «Садко» Н. Римского-Корсакова — Варяжский гость
- «Опричник» П. Чайковского — Вязьминский
- «Чародейка» П. Чайковского — Мамыров
- «Гугеноты» Дж. Мейербера — Марсель
- «Лакме» Л. Делиба — Нилаканта
- «Севильский цирюльник» Дж. Россини — Дон Базилио
- «Мефистофель» А. Бойто Мефистофель
- «Богема» Дж. Пуччини — Шонар
- «Паяцы» Р. Леонкавалло — Тонио
- «Валькирия» Р. Вагнера — Вотан